# 朱欽騏
朱欽騏（英語：David Chu，1955年—），臺灣裔美國時裝設計師，諾帝卡創辦人。

## 早年
朱欽騏，一位台灣移民家庭出身的紐約人，成長於紐約和康涅狄格。他的家族於1960年代移民美國並在當地開了一家中餐館。起初朱欽騏的職業夢想是成為一名建築師，然而在就讀紐約州立大學時裝技術學院期間，他參加了一門暑期繪畫課，教授對他的繪畫技巧印象深刻，建議他嘗試設計衣服。朱欽騏畢業於時裝技術學院時裝技術學院，並於1996年被評為該校的STAR校友。

## 生涯
朱欽騏回到台北後與朋友合資開始了出口生意，但在一年半的時間裡，他們虧損了所有的資金。之後，他回到美國並加入了一家大公司，在那裡他從水手大衣中獲得靈感，設計了夾克。這款夾克在巴尼斯紐約和布魯明黛的設計銷售表現非常出色，於1983年正式推出，並命名為諾帝卡。第一年，諾帝卡的銷售額為70萬美元，第二年增至250萬美元。
2003年，朱欽騏以10億美元的價格將諾帝卡品牌出售給威富公司，並從中獲利1億美元。他利用這筆收益立即在曼哈頓的熨斗區購買了一座建於1846年的聯排別墅，並對其進行全面翻新，打造成自己的設計工作室、陳列室和辦公室。
隨後，在2006年，他創建了專屬的David Chu Bespoke系列，提供由意大利手工製作、選用來自世界頂級工廠的面料定制西裝。這個定制系列在聯排別墅頂層的裝備齊全工作室中提供服務。最近，他創立了另一個品牌，名為"LINCS by David Chu"，這個設計師運動裝系列以現代的詮釋為傳統和美好的生活提供服飾選擇。目前，LINCS可以在指定的商店如羅德與泰勒、The Bay、Dillard's、Nordstrom，以及溫哥華的BAY Oakridge等專賣店購得。
同時，在2006年至2009年期間，朱欽騏擔任著名箱包及配飾製造商Tumi Inc.的執行創意總監。
而在2009年7月，朱欽騏與高爾夫球手傑克·尼克勞斯建立了合作夥伴關係，共同開發尼克勞斯品牌，並在全球範圍內推出相關產品。
最後，於2012年11月，朱欽騏與Investcorp共同收購了丹麥品牌乔治杰生公司，他目前擔任該公司的董事會主席兼創意總監。這次收購進一步擴大了他在奢侈品和珠寶領域的參與，並提供了更多發展和創新的機會。

## 個人生活
朱欽騏，目前居住在美國紐約市。

## 外部連結
- 時裝模特指南上的朱欽騏
- 亞裔美國人簡介：David Chu （页面存档备份，存于）
- *朱欽騏：著名的企業家和設計師 （页面存档备份，存于）